# Careproctus spectrum
Careproctus spectrum és una espècie de peix pertanyent a la família dels lipàrids.

## Hàbitat
És un peix marí, de clima polar i demersal que viu entre 93 i 201 m de fondària.

## Distribució geogràfica
Es troba des del sud del mar de Bering fins a l'est del Golf d'Alaska.

## Observacions
És inofensiu per als humans.